# هنري دبليو. هيل
هنري دبليو. هيل (بالإنجليزية: Henry W. Hill)‏ هو سياسي أمريكي، ولد في 13 نوفمبر 1853، وتوفي في 6 ديسمبر 1929. حزبياً، نشط في الحزب الجمهوري. وقد انتخب عضو جمعية ولاية نيويورك وانتخب عضو مجلس ولاية نيويورك.